# Diocèse de Dol
Le diocèse de Dol (en latin : dioecesis Dolensis) est un ancien diocèse de l'Église catholique en France.
Il était un des neuf évêchés historiques de Bretagne. Le territoire du diocèse correspondait au Pays de Dol et a de nombreuses enclaves sur tout le territoire breton. Le siège épiscopal se trouvait à Dol-de-Bretagne. 

## Histoire

### Moyen Âge et Temps modernes

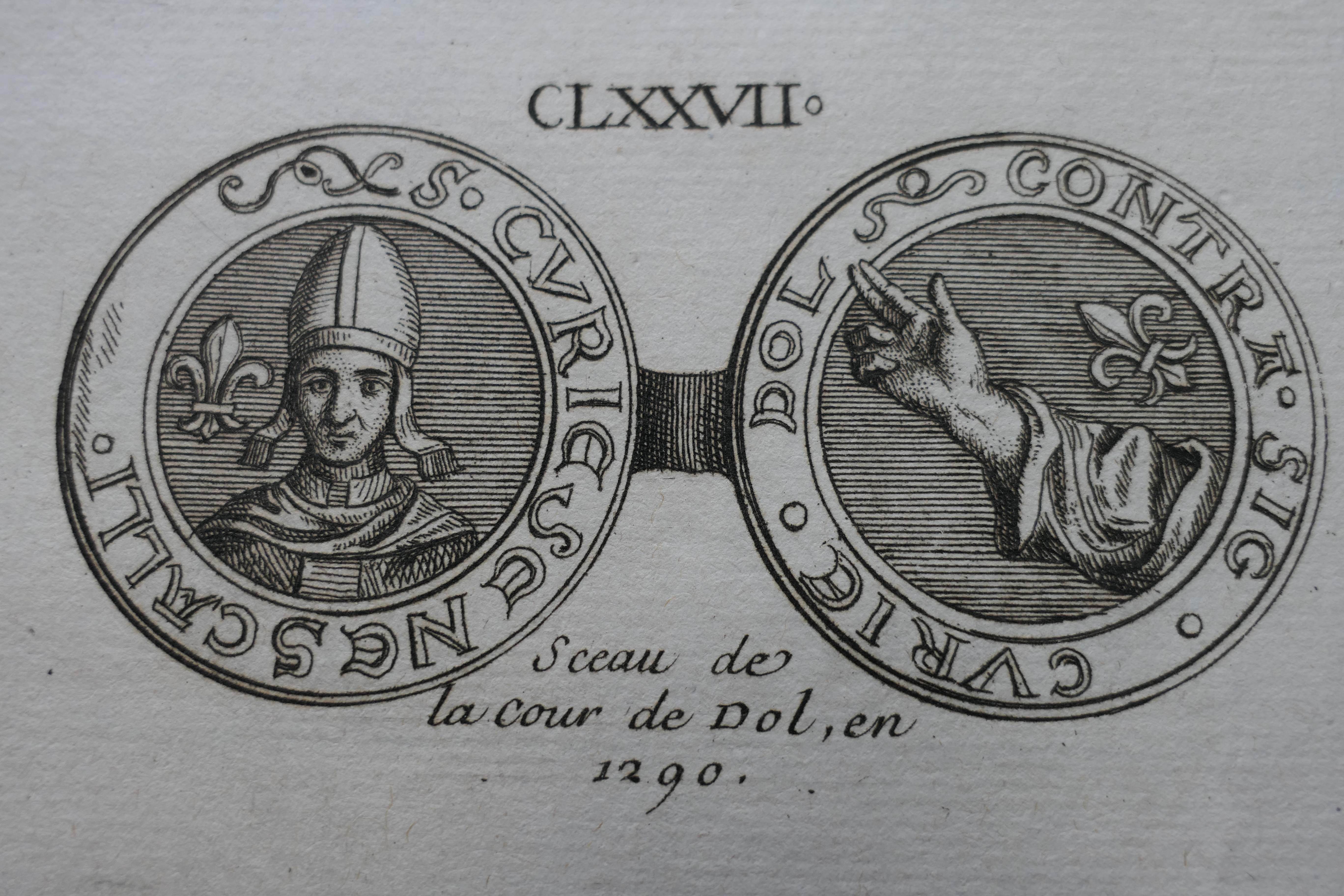
Sceau de la cour de Dol.

L'existence du diocèse de Dol est attestée comme telle dès le VIe siècle, et la tradition lui donne pour fondateur saint Samson. Il tient sa fortune de la volonté des rois Nominoë et Salomon, qui voulaient assurer l'autonomie religieuse de la Bretagne, jusque-là rattachée nominalement à la province ecclésiastique de Tours, et favorisent l'érection de Dol en métropole vers 848. 
Le motif en est la présence sur les sièges épiscopaux de Vannes, Léon, Quimper et Dol de prélats francs nommés par le pouvoir carolingien lors de l'invasion de la Bretagne par ses troupes et, partant, suspects ou rétifs aux princes bretons. Convaincus en outre de simonie après enquête par le pape Léon IV, il apparut impossible de les faire juger et déposer par une assemblée de douze autres évêques de la même nation franque. À défaut  Nominoë et l'abbé Conwoïon convoquèrent à Redon une assemblée de religieux et de seigneurs pour juger les évêques Suzannus de Vannes, Salacon de Dol, Liberal de Léon et Félix de Quimper, convaincus de simonie. Ils furent remplacés sur leurs sièges par des prélats bretons réputés plus dignes. Mais comme on ne pouvait espérer leur confirmation par l'archevêque métropolite de Tours dont dépendaient jusque là, au moins nominalement, les évêchés bretons, l'évêché de Dol fut érigé en archevêché, primatie de Bretagne. Les diocèses de Vannes, Quimper, Léon et Aleth en devinrent les suffragants. L'immense territoire du siège de Dol correspondant à l'ancien royaume de Domnonée fut divisé en trois entre Dol et les diocèses nouvellement créés de Saint-Brieuc et Tréguier. Ceux de Rennes et Nantes continuaient de relever de Tours, les comtés correspondant n'étant pas encore passés sous l'autorité des rois bretons.

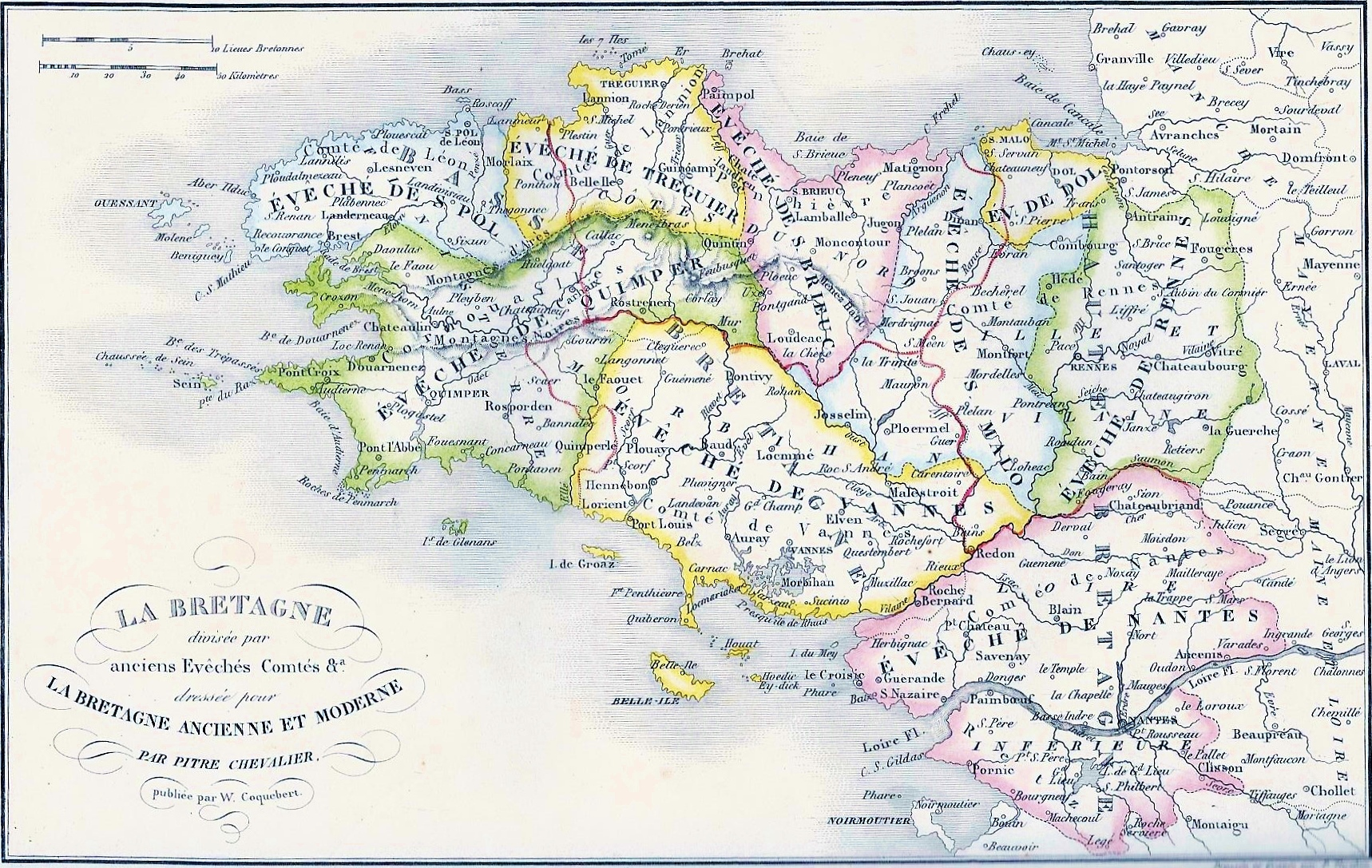
Carte des évêchés bretons d'Ancien Régime (par Pitre-Chevalier dans La Bretagne ancienne et moderne, 1844).

Le ressort de l'évêché de Dol se trouvait ainsi considérablement amoindri, devenant le plus petit évêché armoricain, fragmenté en nombreuses enclaves dans ceux de Tréguier, Saint-Brieuc, Alet, Rennes, ainsi qu'une enclave de quatre paroisses dans l'Archidiocèse de Rouen appelée exemption de Saint-Samson, mais recevait en compensation la dignité de métropole de Bretagne avec la prééminence sur les diocèses de sa nouvelle province ecclésiastique.
Dès l'année suivante un concile fut réuni à Tours pour rétablir les évêques francs sur leurs anciens sièges en menaçant Nominoë d'excommunication. 
Ce nouvel archevêché (métropole) ne fut reconnu ni par le pape Léon IV, ni par ses successeurs Benoît III et Nicolas Ier : le concile de Savonnières en 859 précise à Salomon de Bretagne que l' archevêque métropolitain de Tours conserve son autorité sur la Bretagne et qu' « aucun évêque ne peut être ordonné dans votre pays sans son consentement », mais qu'il examinerait la question de la métropole quand la paix se serait établie entre les Bretons et les Francs. 
Le roi Salomon tenta d'amener le pape Adrien II à ses vues par l'envoi de riches cadeaux et d'or, sans succès, et la situation perdura sans qu'une décision définitive s'imposât. Dol conserva de facto sa position de métropole, mais toujours en compétition avec Tours, qui obtenait parfois de reprendre pied en Bretagne à l'occasion d'une brouille entre un évêque breton et l'archevêque de Dol. 
Arthur de la Borderie a écrit que  « l'histoire de la métropole [archevêché] de Dol de la fin du IXe siècle à la fin du XIIe siècle fut un notable exemple de l'obstination bretonne » à l'émancipation, mais cet archevêché ne fut jamais pleinement reconnu par la papauté. 
Pourtant en 1076, où le pallium fut accordé à l'archevêque Éven, puis à plusieurs de ses successeurs, sanctionnant ainsi la dignité archiépiscopale pluriséculaire, mais toujours contestée, de Dol. 
Un concile se tint à Dol en 1128 qui décida entre autres de la fondation du prieuré de Saint-Martin de Morlaix.
De longues querelles, où les autres diocèses bretons tendent à leur tour à une indépendance, voient s'affronter devant le pape les intérêts opposés de Henri II Plantagenêt, qui souhaite le maintien d'un archevêché breton, et ceux de Philippe Auguste, qui tient à une relation hiérarchique plaçant les évêchés bretons sous l'autorité d'un archevêque (le métropolitain de Tours) issu de son royaume.
La papauté soutient le plus souvent les prétentions du siège de Tours.
La demande expresse de Philippe-Auguste et l'affaiblissement du pouvoir breton comme de celui des Plantagenêt font pencher la balance : l'affaire s'achève par la bulle Licet primum émise le 1er juin 1199 par le pape Innocent III qui confirme que le diocèse de Dol est suffragant de l'archidiocèse métropolitain de Tours. C'est une victoire majeure de la monarchie capétienne sur la principauté bretonne qui précède de peu la confiscation et la conquête de la majeure partie de l'empire Plantagenêt, et l'assignation d'un mari capétien à la petite duchesse Alix de Bretagne.
Les archevêques, puis évêques, de Dol, ont toujours occupé la première place et la présidence des États de Bretagne quand ceux-ci ne se tenaient pas en présence du souverain (le duc, puis le roi après l'annexion). Ce droit fut confirmé par un arrêt du Conseil du Roi rendu le 31 mars 1611, mais ce droit fut perdu après 1627 ; pour protester contre la perte de ce droit, les évêques de Dol s'abstinrent désormais de paraître aux États, ou y vinrent tout en protestant de leurs droits.

### Sous la Révolution française
Lors de la création des départements, les paroisses du doyenné de Dol sont incorporées au département d'Ille-et-Vilaine ; celles du doyenné de Bobital, de Coëtmieux, de Lannion et de Lanvollon  incorporées au département des Côtes-du-Nord ; celles du doyenné de Lanmeur, partagées entre les départements des Côtes-du-Nord et du Finistère ; celles de l’exemption de Saint-Samson, intégrées au département de l'Eure qui relève dès lors du diocèse d'Évreux.
La constitution civile du clergé, décrétée par l'Assemblée nationale constituante le 12 juillet 1790 et sanctionnée par Louis XVI le 24 août suivant, supprime le diocèse de Dol.

### Sous le régime concordataire
À la suite du concordat de 1801, le diocèse de Dol n'est pas rétabli : par la bulle Qui Christi Domini du 29 novembre 1801, le pape Pie VII supprime le diocèse qui sera définitivement incorporé à celui de Rennes.
Le 13 février 1880, les archevêques de Rennes sont autorisés à joindre à leur titre celui d'évêque de Dol, devenant ainsi les successeurs des primats de Bretagne.
C'est l'évêché de l'Hexagone qui a eu le plus grand nombre d'enclaves dans d'autres évêchés, 49 des 96 paroisses formaient 33 enclaves en Bretagne, à laquelle s'ajoute l'exemption de Saint-Samson en Normandie.

## Subdivisions
L'évêché de Dol était son propre archidiaconé, comportait avant la Révolution 90 paroisses et 7 trèves en Bretagne et 4 paroisses de Normandie réparties sur 7 doyennés :
- Dol, regroupant les paroisses autour de l'abbaye-évêché et les enclaves de l'évêché de Rennes
- Bobital, regroupant des enclaves de l'évêché de Saint-Malo
- Coëtmieux, regroupant des enclaves de l'évêché de Saint-Brieuc
- Lanvollon, pour les enclaves de l'évêché de Saint-Brieuc restantes
- Lannion, regroupant des enclaves de l'évêché de Tréguier
- Lanmeur, pour les enclaves de l'évêché de Tréguier restantes, celle de l'évêché de Léon et celle de l'évêché de Cornouaille
- l'exemption de Saint-Samson, regroupant les enclaves normandes

| Paroisse                   | Doyenné      |
| -------------------------- | ------------ |
| Baguer-Morvan              | Dol          |
| Baguer-Pican               | Dol          |
| Bonaban                    | Dol          |
| Bonnemain                  | Dol          |
| La Boussac et Broualan     | Dol          |
| Carfantin                  | Dol          |
| Cendres                    | Dol          |
| La Chapelle-aux-Filzméens  | Dol          |
| Cherrueix                  | Dol          |
| Cuguen                     | Dol          |
| Abbaye de Dol              | Dol          |
| Crucifix de Dol            | Dol          |
| Notre-Dame de Dol          | Dol          |
| Epiniac et La Vieuville    | Dol          |
| La Fresnais                | Dol          |
| Hirel                      | Dol          |
| Lanhélin                   | Dol          |
| Lanvallay                  | Dol          |
| Lillemer                   | Dol          |
| Meillac                    | Dol          |
| Miniac-Morvan              | Dol          |
| Mont-Dol                   | Dol          |
| Pleine-Fougères            | Dol          |
| Plerguer (Le Tronchet)     | Dol          |
| Plesder                    | Dol          |
| Pleudihen                  | Dol          |
| Pleugueneuc                | Dol          |
| Roz-Landrieux              | Dol          |
| Roz-sur-Couesnon           | Dol          |
| Sains                      | Dol          |
| Saint-Broladre             | Dol          |
| Saint-Georges-de-Gréhaigne | Dol          |
| Saint-Guinoux              | Dol          |
| Saint-Hélen                | Dol          |
| Saint-Léonard              | Dol          |
| Saint-Marcan               | Dol          |
| Saint-Pierre-de-Plesguen   | Dol          |
| Saint-Solen                | Dol          |
| Trémeheuc                  | Dol          |
| Tressaint                  | Dol          |
| Tressé                     | Dol          |
| Vildé-Bidon                | Dol          |
| Vildé-la-Marine            | Dol          |
| Le Vivier                  | Dol          |
| Aucaleuc                   | Bobital      |
| Bobital                    | Bobital      |
| Illifaut                   | Bobital      |
| La Landec                  | Bobital      |
| Langan                     | Bobital      |
| Languenan                  | Bobital      |
| La Nouaye                  | Bobital      |
| Le Hinglé                  | Bobital      |
| Le Lou-du-Lac              | Bobital      |
| Saint-André-des-Eaux       | Bobital      |
| Saint-Carné                | Bobital      |
| Saint-Coulomb              | Bobital      |
| Saint-Ideuc                | Bobital      |
| Saint-Jacut                | Bobital      |
| Saint-Judoce               | Bobital      |
| Saint-Launeuc              | Bobital      |
| Saint-Méloir-près-Bourseul | Bobital      |
| Saint-Méloir-près-Hédé     | Bobital      |
| Saint-M'Hervon             | Bobital      |
| Saint-Samson-jouxte-Livet  | Bobital      |
| Saint-Thual                | Bobital      |
| Saint-Uniac                | Bobital      |
| Sainte-Urielle             | Bobital      |
| Trébédan                   | Bobital      |
| La Fontenelle              | —            |
| Rimoux                     | —            |
| Saint-Rémy-du-Plain        | —            |
| Bréhat                     | Lanvollon    |
| Coëtmieux                  | Coëtmieux    |
| Kérity                     | Lanvollon    |
| Landébia                   | Coëtmieux    |
| Landéhen                   | Coëtmieux    |
| Langast                    | Coëtmieux    |
| Lanloup                    | Lanvollon    |
| Lanvollon                  | Lanvollon    |
| Perros-Hamon               | Lanvollon    |
| Saint-Glen                 | Coëtmieux    |
| Saint-Quay                 | Lanvollon    |
| Locquénolé                 | Lanmeur—     |
| Coadout                    | Lanmeur      |
| Lanmeur                    | Lanmeur      |
| Lanmodez                   | Lannion      |
| Lanvellec                  | Lanmeur      |
| Loguivy-lès-Lannion        | Lannion      |
| Perros-Guirec              | Lannion      |
| Trévou-Tréguignec          | Lannion      |
| Conteville                 | Saint-Samson |
| Marais-Vernier             | Saint-Samson |
| Saint-Samson-sur-Risle     | Saint-Samson |
| La Roque-sur-Risle         | Saint-Samson |

Les paroisses de Lanmodez, Loguivy-lès-Lannion, Perros-Guirec, Trévou-Tréguignec, Lanmeur (et sa trève Locquirec), Coadout (et sa trève Magoar) et Lanvellec, bien qu'enclavées dans l'évêché de Tréguier, appartenaient à l'évêché de Dol, tout comme la paroisse de Locquénolé, enclavée dans l'évêché de Léon.